# Margarete Kühn
Margarete "Grete" Kühn, née le 20 septembre 1888 à Leipzig et morte le 21 avril 1977 à Laubach, est une artiste, designeuse et entrepreneure allemande. Après avoir été une des premières femmes admises à l'Académie des arts et métiers de Dresde, elle cofonde l'entreprise Wendt & Kühn avec Margarete Wendt, puis sa propre entreprise après la Première Guerre mondiale.

## Biographie
Margarete Kühn est née le 20 septembre 1888. Elle est la fille de l'architecte Ernst Kühn (de). En 1906, elle fréquente l'école privée de Gertrud, Fritz (de) et Erich Kleinhempel (de) à Dresde, comme école préparatoire à l'École royale des arts et métiers de Saxe (de). Elle y rencontre Margarete Wendt et elles sont parmi les premières femmes acceptées comme étudiantes. Margarete Wendt vit dans la famille Kühn pendant ses années d'études, soit de 1907 à 1911. Parmi leurs professeurs, figurent Erich Kleinhempel, Max Frey et Margarete Junge,,.    
Le 1er octobre 1915, Margarete Wendt et Margarete Kühn fondent ensemble la société Wendt & Kühn à Grünhainichen. L'initiative est risquée, surtout pour deux jeunes femmes célibataires, la Première Guerre mondiale vient de commencer et la situation économique est difficile. Les premières créations comprennent des anges, des coffres peints, des boîtes tournées et des chandeliers. Elles se vendent dès le début et la société est représentée à la foire de Leipzig un an plus tard. Tandis que Margarete Wendt se consacre principalement à la sculpture figurative, Margarete Kühn est responsable de leur peinture artistique. Avec leur design à la fois traditionnel et avant-gardiste, leurs figurines ont un effet déterminant sur l'art populaire des Monts Métallifères.
En avril 1920, Margarete Kühn épouse l'architecte Arnold Lohrisch et quitte l'entreprise. Selon la loi de l’époque, une femme mariée n’est pas juridiquement responsable seule. Afin d'empêcher qu'une tierce personne n'arrive aux commandes de l'entreprise, les deux jeunes femmes ont, en effet, convenu que si l'une d'elles se mariait, elle quitterait l'entreprise. Elles restent cependant amies, entretiennent une correspondance animée et l'entreprise conserve leurs deux noms.
En 1920, Margarete Kühn ouvre à Chemnitz l' Atelier d'outils et de jouets en bois finement peints (Werkstatt für feingemaltes Holzgerät und Spielzeug) . Outre les berceaux et les lits de poupées, la gamme comprend également des objets du quotidien : boîtes à couture,  ronds de serviette, coquetiers ... L'atelier est détruit lors des raids aériens sur Chemnitz pendant la Seconde Guerre mondiale. Après la guerre, elle reconstruit son atelier à Augustusburg. Elle réalise notamment des Räuchermännchen (de), petits personnages de bois traditionnels utilisés pour brûler de l'encens, des boîtes, des œufs de Pâques en bois et des anges richement peints.
De son mariage avec Arnold Lohrisch, naissent trois enfants, dont le sculpteur Hermann Lohrisch (de). Après la mort de son mari, Margarete Kühn vend son entreprise et déménage chez sa fille à Laubach près de Giessen. Elle y décède le 21 avril 1977.

## Expositions
- 1948 : Chemnitz, musée du Schlossberg et Glauchau, musée d'histoire municipale et locale de Glauchau (« Exposition d'art centrale de Saxe »)[5]